# Афганець (фільм)
«Афганець» — радянський художній фільм 1991 року, режисера Володимира Мазура. Згодом, в 1994 році був знятий сіквел «Афганець-2».

## Сюжет
«Афганець» — перший фільм дилогії — розповідає про нелегку долю воїна — афганця Івана Коваля, який потрапив до душманів і зазнав всі жахи полону…

## У ролях
- Петро Ярош — Іван Коваль
- Максим Дрозд — Василь
- Андрій Кашкаров — епізод
- Микола Ковбас — епізод
- Олександр Литовченко — епізод
- Саїд Піров — афганець
- Імомберди Мінгбаєв — епізод
- Бахадур Міралібеков — епізод
- Джума Норкулов — епізод
- Дороб Пізаєв — епізод
- Олександр Полутін — епізод
- Валерій Прокопчук — епізод
- Віктор Сарайкін — Степан
- Ігор Ромащенко — Рештук
- Валентин Тарасов — епізод
- Олександр Чернявський — епізод
- А. Бадира — епізод
- А. Бадика — епізод
- Р. Бісеров — епізод
- Олексій Богданович — епізод
- А. Демірський — епізод
- Валентина Кулінська — епізод
- Є. Молдован — епізод
- Султоншо Мукадамов — епізод
- Ф. Мухамад — епізод
- Т. Мухамед — епізод
- Н. Нуров — епізод
- А. Проценко — епізод
- В. Проценко — епізод
- Б. Сангов — епізод
- А. Семенюк — епізод
- Г. Сохі — епізод
- Я. Шакірі — епізод
- Румі Шоазімов — епізод
- Ш. Ханів — епізод
- Р. Файзієв — епізод

## Знімальна група
- Режисер — Володимир Мазур
- Сценарист — Володимир Мазур
- Оператори — Михайло Мураткін, Валерій Чумак
- Композитор — Олег Ківа
- Художник — Євген Стрілецький